# Acontista amoenula
Acontista amoenula es una especie de mantis del género Acontista, de la familia de insecto Acanthopidae.